# Ras al-Ujun
Ras al-Ujun – miasto w północnej Algierii, w prowincji Batina.